# Піраміда Серпінського

## Піраміда Серпінського
Піраміда є тривимірним аналогом трикутника Серпінського. Змоделювати її можна шляхом вписування у тетраедр октаедрів. Довжина ребра октаедрів з кожним кроком зменшується у 2 рази. Цей процес можна продовжувати до нескінченності. У такий спосіб можна отримати фрактальний многогранник — піраміду Серпінського, що має властивість самоподібності.
Тетраедр побудований з початкового тетраедра зі стороною довжини L має таку властивість:
Загальна площа поверхні залишається постійною з кожною ітерацією.
Початкова площа поверхні (ітерація 0) тетраедра сторони довжиною L = {\displaystyle L^{2}{\sqrt {3}}}. На наступній ітерації, довжина сторони зменшується вдвічі:
{\displaystyle L\rightarrow {L \over 2}}
і ще 4 таких менших тетраедрів. Таким чином, загальна площа поверхні після першої ітерації рівна:
{\displaystyle 4\left(\left({L \over 2}\right)^{2}{\sqrt {3}}\right)=4{{L^{2}} \over 4}{\sqrt {3}}=L^{2}{\sqrt {3}}.}
Це твердження залишається істинним після кожної ітерації. Площа поверхні кожного наступного тетраедра становить 1/4 площі тетраедра в попередній ітерації, тобто в 4 рази більша, таким чином, підтримуючи сталою загальну площу поверхні.
Загальний об'єм геометрично зменшується (коефіцієнт 0,5) з кожною ітерацією і наближається до 0, при збільшенні числа ітерацій. Розмірність Гаусдорфа такої конструкції є {\displaystyle \textstyle {\frac {\ln 4}{\ln 2}}=2}, що узгоджується зі скінченною площею фігури.

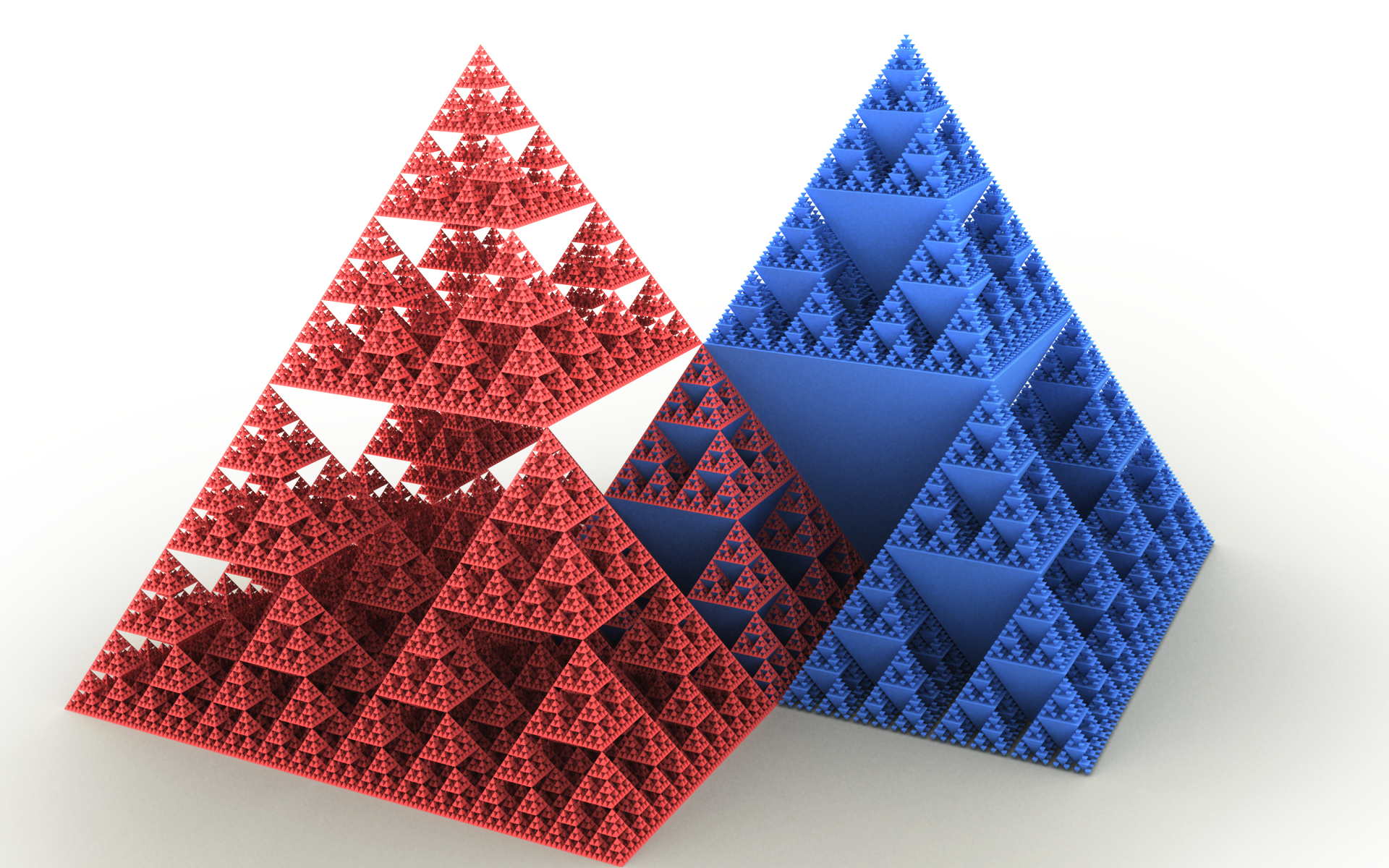
Піраміда Серпінського з квадратом в основі